# Scinax curicica
Espèce
Statut de conservation UICN

 DD  : Données insuffisantes
Scinax curicica est une espèce d'amphibiens de la famille des Hylidae.

## Répartition
Cette espèce est endémique de l'État du Minas Gerais au Brésil. Elle se rencontre dans la Serra do Espinhaço et la Serra do Caraça,.

## Publication originale
- Pugliese, Pombal & Sazima, 2004 : A new species of Scinax (Anura: Hylidae) from rocky montane fields of the Serra do Cipó, Southeastern Brazil. Zootaxa, no 688, p. 1–15.